# Paul Markowski
Paul Markowski (* 1. Juni 1929 in Magdeburg; † 6. März 1978 am Wadi Suf al-Jin in Libyen) war ein Funktionär der SED in der DDR und zuletzt ZK-Abteilungsleiter für Internationale Verbindungen.

## Leben

### Jugend und Ausbildung
Paul Markowski besuchte die Oberschule bis zum Abitur 1948 in Magdeburg und studierte bis 1951 Sprachwissenschaften an der Universität Rostock und der Humboldt-Universität Berlin. 1949 trat er der FDJ bei, wurde 1950 Kandidat und 1952 Mitglied der SED. 1951 war er im Komitee zur Vorbereitung der III. Weltfestspiele der Jugend, wo er als Dolmetscher eingesetzt war. Markowski beherrschte Englisch, Französisch, Russisch und Spanisch neben seiner Muttersprache Deutsch.

### Politische Laufbahn
1951–1953 studierte er an der Deutschen Verwaltungsakademie und der Deutschen Akademie für Staats- und Rechtswissenschaft in Potsdam Staatswissenschaften. 1953–1964 war er Instrukteur bzw. Sektorenleiter in der Abteilung Außenpolitik und Internationale Verbindungen im Ministerium für Auswärtige Angelegenheiten. 1961–1962 studierte er an der Parteihochschule der KPdSU in Moskau.
1964–1966 war er stellvertretender bzw. Abteilungsleiter der Abteilung Internationale Verbindungen des Zentralkomitees der SED, seit 1967 Kandidat und seit 1971 Mitglied des Zentralkomitees und Mitglied der Außenpolitischen Kommission des Politbüros des ZK der SED sowie Abgeordneter der Volkskammer, dort als Mitglied der Außenpolitischen Kommission.

### Tödliches Unglück in Libyen

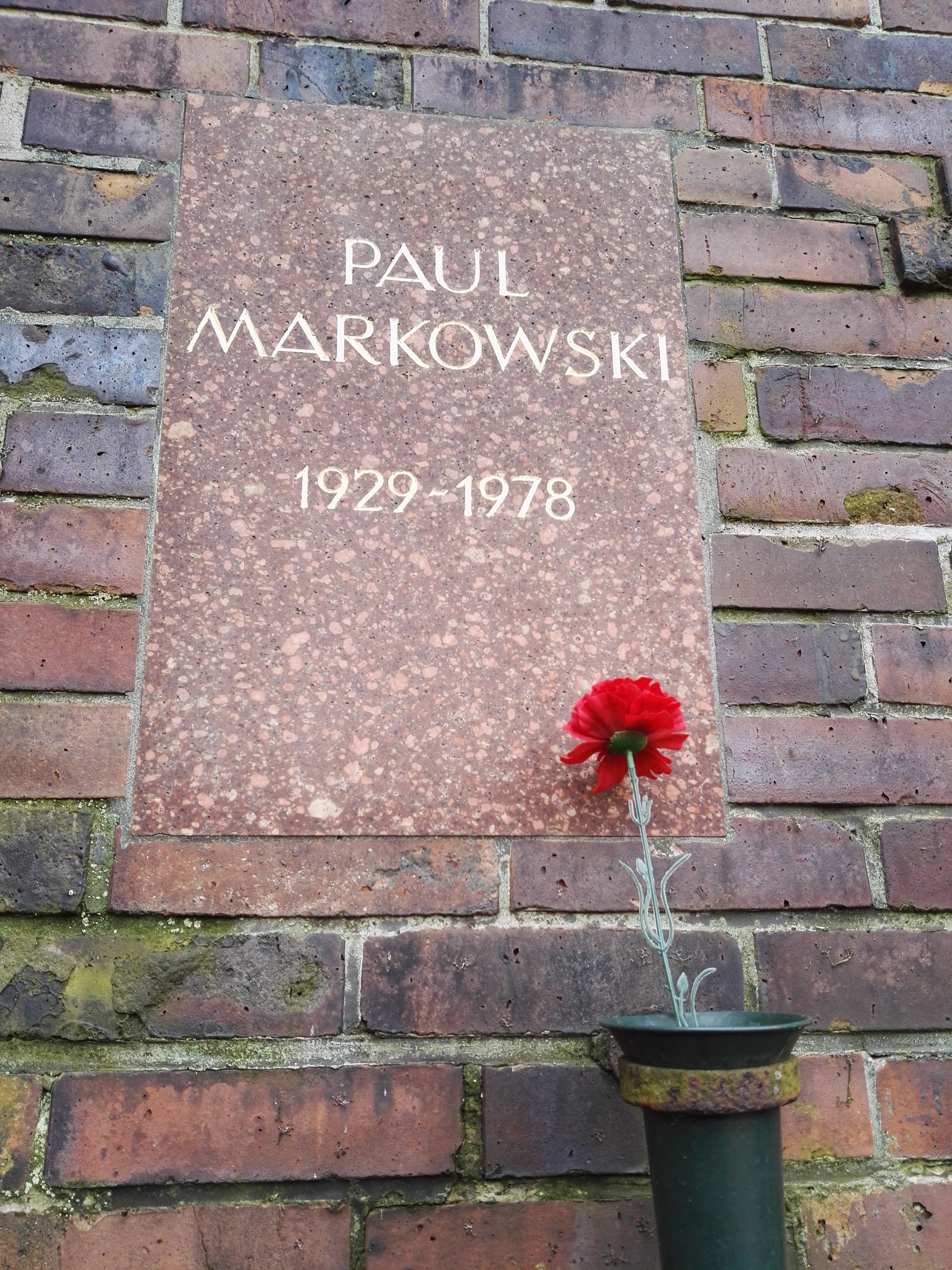
Grabstätte

Paul Markowski besuchte im Rahmen einer Afrika-Reise im März 1978 Libyen. Dabei ging es um Verhandlungen mit der libyschen Regierung über die Gewährung von Krediten und ein Abkommen, das die Finanzierung von Technikexporten der DDR in Drittländer durch Libyen vorsah. Dabei verhandelte er auch mit Muammar al-Gaddafi in einem Zeltlager. Durch seinen Unfalltod wurden die Vereinbarungen nie konsequent umgesetzt.
Auf dem Rückweg vom Zeltlager nach Tripolis geriet nach libyschen Angaben der Hubschrauber mit der Delegation an Bord ins Trudeln und stürzte ab. Kein Besatzungsmitglied überlebte. Vermutlich war die Ursache ein Defekt am Rotor. Ob es ein Anschlag oder ein Unfall war, ließ sich bis heute nicht genau klären. Möglicherweise galt der Anschlag – wenn es denn einer war – Gaddafi selbst.
Mit Markowski starben das Politbüro-Mitglied Werner Lamberz, der Dolmetscher Armin Ernst und der Fotoreporter Hans-Joachim Spremberg.
Die Urnen von Lamberz und Markowski wurden in einem Staatsbegräbnis in der Gedenkstätte der Sozialisten auf dem Zentralfriedhof Friedrichsfelde in Berlin-Lichtenberg beigesetzt.

## Ehrungen
Paul Markowski wurde 1965 und 1973 mit dem Vaterländischen Verdienstorden sowie 1969 mit dem Banner der Arbeit ausgezeichnet. Die Stadt Magdeburg hatte zeitweise einen Platz (Paul-Markowski-Platz) nach ihm benannt.